# ترويجة
الترويجة  (برومو) من أشكال الإعلانات التجارية المستخدمة في وسائل الإعلام المبثوثة، سواءً التلفزيون أو الإذاعة، وتُستخدم الترويجات بصفة عامة للترويج لبرنامج يُبث في محطة تلفزيونية أو إذاعية. ويتمثل استخدامها في محاولة تقديم برنامج لمجموعة محددة من الأشخاص.

## الخلفية
عادةً تكون مدة عرض الترويجات القياسية 30 ثانية تقريبًا، إلا أن بعضها أحيانًا يكون قصيرًا تبلغ مدته خمس ثوانٍ أو طويلاً تصل مدته إلى 90 ثانية. وتتألف معظم الترويجات في العادة من مجموعة مختارة من المقاطع التي تضم أجزاء من البرنامج المنتظر (سواءً كان مسلسلاً تلفزيونيًا أو إذاعيًا أو فيلمًا أو فعالية وما إلى ذلك)، ومع ذلك فإن بعض الترويجات التلفزيونية (خاصة الترويجات عن مسلسل تلفزيوني منتظر) تستخدم صيغة المونولوج والتي يقوم فيها نجم البرنامج أو مقدمه بالتحدث مباشرة إلى الجمهور. كما تستخدم معظم الترويجات الإذاعية هذه الصيغة حيث إن مقدم البرنامج يناقش البرنامج نفسه، وعلى الرغم من ذلك تقدم بعض الترويجات مقاطع صوتية من الحلقات السابقة من البرنامج الإذاعي. وتنوه نشرات الأخبار بالمحطات التلفزيونية عن مقاطع إخبارية مختارة سيتم عرضها في النشرة الإخبارية القادمة، كالتقارير الاستقصائية أو الأعمال التي تلقى اهتمامًا خاصًا.
وفي العادة، تُقدم المعلومات من خلال عرض تاريخ وموعد إذاعة البرنامج علاوة على اسم المحطة المقرر عرضه فيها؛ ففي المحطات التلفزيونية التي تقدم بثًا محليًا حتى منتصف الثمانينيات من القرن العشرين، كان هذا يتضمن فقط عرض نص يوضح تاريخ وموعد البرنامج بالإضافة إلى شعار المحطة أسفل الشاشة (ويرجع ذلك إلى حقيقة أنه على عكس البث التلفزيوني وتلفزيون الكابل، لا تعرض الترويجات عن بيع حق البث معلومات حول وقت العرض، مما يتيح للمحطات التلفزيونية إمكانية إضافة يوم ووقت البث بنفسها)، ومع ذلك، تستخدم المحطات التلفزيونية منذ بدايتها الرسومات ذات درجة التباين العالية إما لتغطية شعار البرنامج في نهاية الترويج عن برنامج تم بيع حق بثه (وفي بعض الحالات الترويجات عن الشبكات التجارية مثل فوكس وشبكة سي دبليو التلفزيونية) أو إتاحة إمكانية عرض نهاية الترويج في مربع محاط بالرسومات.
إن القنوات التلفزيونية بالاشتراك والشبكات التلفزيونية الأخرى التي لا تقدم الإعلانات لا تقبل عادةً عرض الإعلانات التجارية العادية، مما يسمح لها ببث البرامج غير مقطوعة ودون أية مقاطعة، وبدلاً من ذلك تستغل الفواصل بين البرامج الترويجات بشكل أساسي في الإعلان عن الحلقات القادمة، وأحيانًا تكون مدة هذه الفواصل الترويجية أطول من الفواصل الإعلانية العادية التي تتضمن الإعلانات التقليدية.